# Weldon Spring (Misuri)
Weldon Spring es una ciudad ubicada en el condado de St. Charles en el estado estadounidense de Misuri. En el Censo de 2010 tenía una población de 5443 habitantes y una densidad poblacional de 275,32 personas por km².

## Geografía
Weldon Spring se encuentra ubicada en las coordenadas 38°42′34″N 90°39′9″O / 38.70944, -90.65250. Según la Oficina del Censo de los Estados Unidos, Weldon Spring tiene una superficie total de 19.77 km², de la cual 19.44 km² corresponden a tierra firme y (1.66%) 0.33 km² es agua.

## Demografía
Según el censo de 2010, había 5443 personas residiendo en Weldon Spring. La densidad de población era de 275,32 hab./km². De los 5443 habitantes, Weldon Spring estaba compuesto por el 95.54% blancos, el 1.38% eran afroamericanos, el 0.09% eran amerindios, el 1.93% eran asiáticos, el 0% eran isleños del Pacífico, el 0.31% eran de otras razas y el 0.75% pertenecían a dos o más razas. Del total de la población el 0.96% eran hispanos o latinos de cualquier raza.